# こころの眼
『こころの眼』（ - め）は、SHADY DOLLSのミニアルバム。

## 内容
塚本晃在籍最後となった本作はアコースティックで構成されたミニ・アルバム。

## 批評
CDジャーナルは「歳と共に体が補するようになってきた私には、まさにミネラルウォーター」と評した。

## 収録曲
1. 皮肉まじりのハッピーバースデートゥーユー
2. 何だったけ?
3. 急がば廻れ
4. カナヅチの夜、そして底無しの夜
5. いねむりの途中
6. いまさら…
7. やつら足音のバラード（原曲：若子内悦郎）

作詞：大矢侑史(#1 - 6)、園山俊二(#7)
作曲：塚本晃(#1, 3 - 6)、高木克(#2)、かまやつひろし(#7)